# Kenreimon-in Ukyō no Daibu
Kenreimon-in Ukyō no Daibu (jap. 建礼門院右京大夫 Kenreimon-in Ukyō no Daibu; ur. pomiędzy 1150 a 1160, zm. pomiędzy 1230 a 1240) – japońska poetka, tworząca na przełomie okresów Heian i Kamakura.
Córka artysty i arystokraty Fujiwary no Koreyukiego. Służyła jako dama dworu cesarzowej Tairy no Tokuko (Kenreimon-in) od której pochodzi jej przydomek.
Znana przede wszystkim z Kenreimon-in Ukyō no Daibu shū, autobiograficznego zbioru 359. poematów przeplatanych prozą, opisujących romans autorki z Fujiwarą no Takanobu i Tairą no Sukemori, jak również Wojnę Gempei. Dwa utwory jej autorstwa zostały także zamieszczone w Shinchokusen wakashū. 
Kenreimon-in Ukyō no Daibu upamiętniona została nazwą planetoidy (5565) Ukyounodaibu.